# Kucsmás pitta
A kucsmás pitta (Pitta sordida) a madarak osztályának verébalakúak (Passeriformes)  rendjébe és a pittafélék (Pittidae) családjába tartozó faj.

## Rendszerezése
A fajt Philipp Ludwig Statius Müller német zoológus és ornitológus írta le 1776-ban, a Turdus nembe Turdus sordidus néven.

## Alfajai
- Pitta sordida abbotti Richmond, 1902
- Pitta sordida bangkana Schlegel, 1863
- Pitta sordida cucullata Hartlaub, 1843
- Pitta sordida forsteni Bonaparte, 1850
- Pitta sordida goodfellowi C. M. N. White, 1937
- Pitta sordida mefoorana Schlegel, 1874
- Pitta sordida mulleri Bonaparte, 1850
- Pitta sordida novaeguineae S. Muller & Schlegel, 1845
- Pitta sordida palawanensis Parkes, 1960
- Pitta sordida rosenbergii Schlegel, 1871
- Pitta sordida sanghirana Schlegel, 1866
- Pitta sordida sordida (Statius Muller, 1776)[2]

## Előfordulása
Dél- és Délkelet-Ázsiában, Banglades, Bhután, Kambodzsa, Kína, India, Indonézia, Japán, Laosz, Malajzia, Mianmar, Nepál, Pápua Új-Guinea, a Fülöp-szigetek, Szingapúr, Thaiföld és  Vietnám területén honos. 
Természetes élőhelyei a szubtrópusi vagy trópusi síkvidéki és hegyi esőerdők, lombhullató erdők, mocsári erdők és mangroveerdők, valamint szántóföldek, ültetvények és vidéki kertek. Vonuló faj.

## Megjelenése
Testhossza 19 centiméter, testtömege 42–72 gramm. Feje teteje, kucsmaszerűen barna, a többi fekete, tollazata zöld, kivéve kék szárnyfoltját és vörös hasa alját.
|  |

## Életmódja
Rovarokkal táplálkozik.

## Szaporodása
|  |

## Természetvédelmi helyzete
Az elterjedési területe rendkívül nagy, egyedszáma ugyan csökken, de még nem éri el a kritikus szintet. A Természetvédelmi Világszövetség Vörös listáján nem fenyegetett fajként szerepel.
Bár jelenleg nem fenyegeti a kipusztulás veszélye, egyes területeken állománya – főként a madárkereskedelem céljából történő befogások miatt - jelentősen megcsappant. Európai állatkertben ezért is vezetik a törzskönyvét.